# North Bay (Ontario)
Pour les articles homonymes, voir North Bay (homonymie).

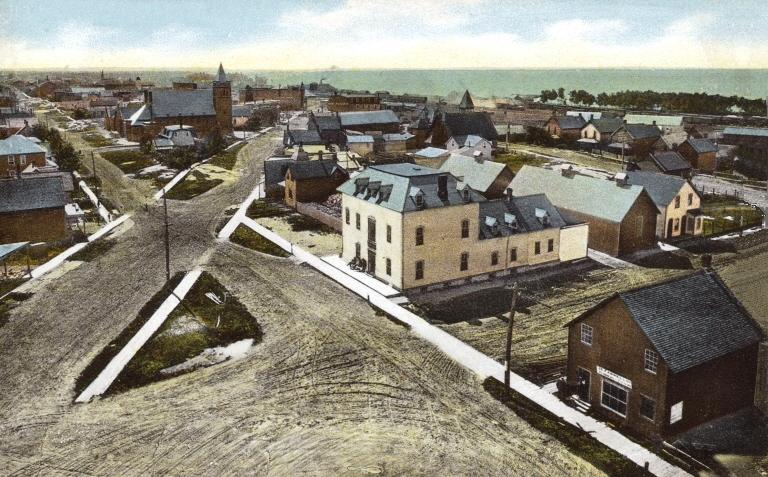
Vue de North Bay, vers 1910.

North Bay est une ville du nord-est de l'Ontario, au Canada, chef-lieu du district de Nipissing et située aux abords du lac Nipissing. Lors du recensement canadien de 2021, on y a dénombré une population de 52 662 habitants.

## Situation
North Bay est située dans la région du nord-est de l'Ontario, près de Sudbury. Sa superficie est de 319,05 kilomètres carrés.

## Histoire
La région fut d'abord explorée par Samuel de Champlain. À part les tribus autochtones, les voyageurs et les arpenteurs, il y avait peu d'activité dans la région du lac Nipissing jusqu'à l'arrivée du chemin de fer Canadien Pacifique en 1882. Le CP entama son expansion vers l'ouest à partir de Bonfield, Ontario (auparavant appelée Callander Station) où le premier clou fut planté dans une traverse de chemin de fer.
C'était l'endroit où se terminait l'extension du Canada Central Railway. Le CCR appartenait à Duncan McIntyre qui l'avait fusionné avec le CP et devint un des maîtres du nouveau CP. Le CCR commençait à Brockville et s'étendait jusqu'à Pembroke. Alors, il suivait la route vers l'ouest le long de la rivière des Outaouais, traversant des endroits comme Cobben, Deux-Rivières, et éventuellement à Mattawa à la rencontre de la rivière Mattawa et la rivière des Outaouais.
À North Bay, « la porte du Nord », des entrepôts ferroviaires sont construits, tout comme une gare de triage, puisque la ville est au carrefour de deux importantes voies ferrées (dès 1900), de deux voies ferrées régionales et de deux routes importantes (à compter des années 1920). Le canton de Widdifield est constitué en 1885, puis North Bay devient une ville en 1894. Entre 1891 et 1921, la population passe de 1 848 à 10 692 personnes, ce qui lui permet de déclasser Mattawa et de devenir le siège du district de Nipissing, ainsi que la capitale régionale. La plupart des anglophones proviennent des comtés de Renfrew et de Carleton, tandis que les Canadiens français viennent surtout de Prescott et de Russell.

### Population francophone
« Ceux qui venaient d’ailleurs, » selon Gaétan Gervais, « étaient attirés par leurs amis ou leurs parents (de ces deux comtés) qui avaient déjà émigré vers le nord. » Le premier juge, J.-A. Valin, arrivé en poste en 1895, est un francophone d’Ottawa, puis la tradition d’avoir au moins un juge francophone sera maintenue. Dans les autres professions libérales, J.-Henri Marceau écrira que North Bay aura un avocat ou un médecin francophone à la fois, qui viennent d’Ottawa ou du canton de Prescott, après des études à Ottawa, à Rigaud ou à Montréal. Le docteur Joyal fait exception à la règle en venant de Saint-Boniface (Manitoba) dans les années 1930; il deviendra le médecin des Sœurs Dionne, nées à Corbeil en 1934. La ville compte aussi des épiciers (John Blanchette, Mme Marius Cholette, Félix Lapointe, Élie Mathieu, Patrice Lauzon, les frères Charrette), des bouchers (Onésime Larocque, Hector Larocque), un assureur (W. Aubry), un marchand de fourrures (Adélard Lafrance), un boulanger (M. Lafontaine). Or, Marceau remarque que Blanchette « s’était fait une langue à lui, mi-anglaise, mi-française ». La chapelle Notre-Dame-du-Lac existe depuis 1883 au ruisseau Duchesnay, juste à l’ouest de North Bay. Il faudra attendre 1914 pour que le diocèse accepte de constituer la paroisse Saint-Vincent-de-Paul pour les 300 familles canadiennes-françaises de la ville. La ville comprend une école primaire de langue française. Après la 8e année, les Canadiens français ont le choix d’abandonner leurs études, de fréquenter le high school de langue anglaise, de payer les frais d’inscription au collège anglo-catholique ou de partir en pension dans un collège franco-catholique d’une autre ville. Les Canadiens français tendent à apprendre l’anglais rapidement et à donner l’impression d’être « absents de la ville », de résumer Gaétan Gervais. Marceau souligne « le bel effort patriotique du « CERCLE CANADIEN » fondé à North Bay vers 1926 : soirées canadiennes, nombreuses séances, campagnes de parler français, sports organisés, enfin sa dernière œuvre, l’érection du monument Jacques-Cartier », sans compter les activités paroissiales.

## Toponyme
Elle doit son nom à sa situation géographique, étant située sur une baie au nord du lac Nipissing.

## Démographie
La population s'élevait à 53 240 personnes au recensement de la population de 2006, parmi laquelle on dénombre 41 945 anglophones soit 78 % et 8 040 francophones soit 15 % de Franco-Ontariens et environ 13 700 personnes bilingues français/anglais, soit 25 % de la population.
| 2001   | 2006   | 2011   | 2016   |
| ------ | ------ | ------ | ------ |
| 52 771 | 53 966 | 53 651 | 51 553 |

## Économie
L'entreprise d'aéronautique Bombardier Aéronautique a construit jusqu'en 2015 le Canadair CL-415 dans cette ville.
La base des Forces canadiennes North Bay abrite un centre opérationnel souterrain du Commandement de la défense aérospatiale de l'Amérique du Nord construit dans les années 1960.

## Tourisme
La municipalité fait partie d'un circuit touristique inspiré de l'œuvre de la romancière Jocelyne Saucier,.

## Sport
La ville est hôte d'une équipe de hockey junior, dans la Ligue de hockey de l'Ontario, le Batallion de North Bay.
De 1982 à 2002, la ville a été l'hôtesse des Centennials de North Bay qui ont été relocalisés à Saginaw et sont devenus le Spirit.
La ville accueille maintenant les Lakers du Nipissing dans la Ligue de hockey SUO (sport universitaire de l’Ontario).

## Transports

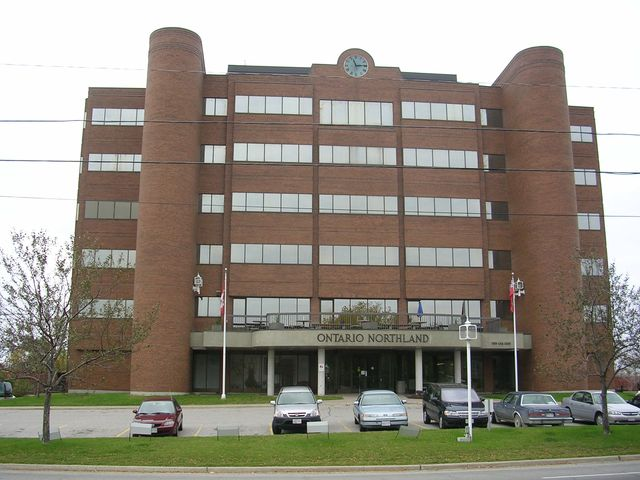
Le siège de la Commission de transport Ontario Northland à North Bay

North Bay est situé à la jonction la plus à l'est de la route 11 et route 17, qui sont les deux segments de la route transcanadienne. Les deux autoroutes partagent une seule route à travers le centre-ville, entre l'avenue Algonquin et un échangeur à Twin Lakes, le long d'une route à accès limité urbaine avec un accès réduit mais pas entièrement contrôlé. Les artères principales se croisent directement avec l'autoroute, tandis que les rues secondaires se terminent par un réseau de routes de service les reliant aux artères. À l'avenue Algonquin, la route 17 continue vers l'ouest jusqu'à  Sturgeon Falls et Sudbury, et la route 11 se dirige vers le nord en direction de Temiskaming Shores. À l'échangeur est, la route 17 se dirige vers l'est en direction de  Mattawa,  Pembroke et Ottawa, et la route 11 s'élargit en une autoroute et se dirige vers le sud vers Barrie et Toronto.
Les autoroutes 11 et 17 disposaient d'embranchement commercial traversant le centre-ville de North Bay,  Highway 11B et  Highway 17B, mais les deux ont été mis hors service par la province et ne sont désormais désignés que comme rues de la ville. North Bay est également desservie par la route 63, qui s'étend vers le nord-est de la ville vers Thorne, où elle traverse la rivière des Outaouais et devient la route 101 du Québec.

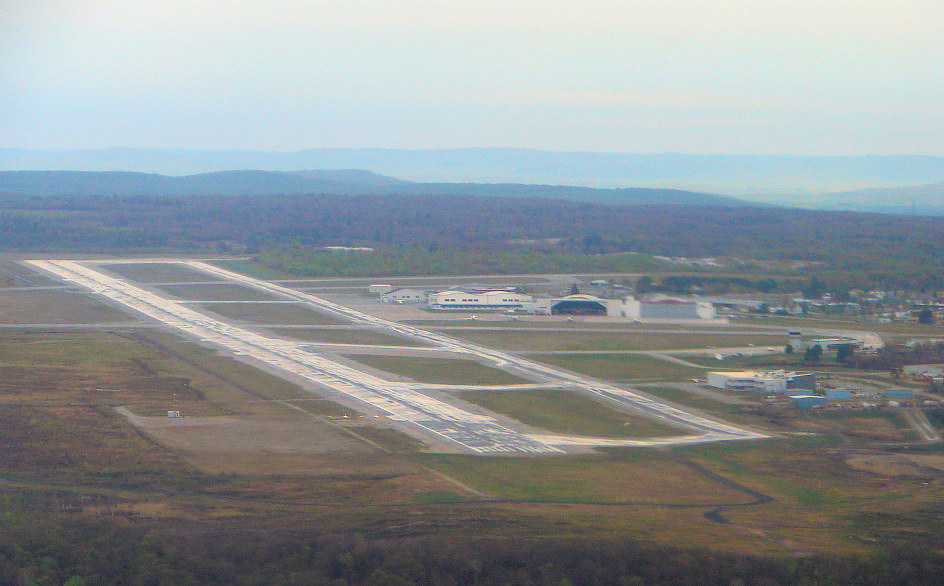
Vue de l'aéroport Jack Garland.

En raison de la forte pente de l'avenue Algonquin / de la route 11 lorsqu'elle entre dans North Bay par le nord sur la colline Thibeault, les voies en direction sud sont équipées de la seule rampe d'accès pour camions du réseau routier provincial de l'Ontario.

## Aéroport
L'Aéroport North Bay-Jack Garland y a abrité 28 missiles Bomarc  dans les années 1960. Les têtes nucléaires furent autorisées par le gouvernement de Lester B. Pearson, du Parti libéral du Canada.

## Personnalités
- Mike Harris (1945 – ), premier ministre de l'Ontario de 1995 à 2002.
- Adélard Lafrance (1912-1995), joueur de Hockey sur glace, originaire de Chapleau mort à North Bay.
- Donald J. McParland (vers 1930 – 1969), responsable de la construction de la centrale de Churchill Falls, au Labrador.
- Scott Thompson (1959), comédien et acteur.

## Éducation
North Bay est une ville avec une population largement étudiante avec presque 10 % de la population totale étant des étudiants (5 679 étudiants à l’Université de Nipissing et 3 500 étudiants au Collège Canadore).
Les deux grands institutions d’éducation postsecondaire sont anglophones. Il existe aussi l’Institut d’éducation Anishinabek pour les étudiants autochtones qui offre des diplômes et des certificats divers.

### Université de Nipissing
- L’Université de Nipissing est fondée en 1967 comme partie de l'Université Laurentienne. En 1992, elle devient indépendante. Aujourd’hui, l’université de Nipissing est majoritairement une université de premier cycle, mais elle comprend toujours des programmes de maîtrise. Le campus est situé sur 720 acre (291 ha) de forêt à North Bay. Le campus est partagé avec le collège Canadore.
- L’université détient aussi un campus satellite dans la ville de Brantford qui est partagé avec l’Université Wilfrid Laurier, mais ce partenariat finira à l’été 2019. L’Université de Nipissing offre quatre complexes résidentiels de style « appartement » et de style « suite » pour ses étudiants qui habitent au campus[17].

### Collège Canadore
- Le collège Canadore est fondé en 1967 comme campus du Collège Cambrian à Sudbury et devient un collège indépendant en 1972. Ce collège offre plusieurs programmes d’études postsecondaires.
- Il partage le campus avec l’Université Nipissing et a aussi trois autres campus pour ses programmes qui ont des besoins particuliers comme celui d’aviation. Il y a une résidence pour les étudiants du style « appartement » et une autre qui ressemble à des maisons. Les résidences sont situées sur la promenade Collège[18].

### Institut d’éducation Anishinabek
- L’institut d’éducation Anishinabek est un institut d’éducation autochtone fondé et géré par la communauté autochtone pour promouvoir l’éducation postsecondaire autochtone.
- L’institut a des partenariats avec plusieurs écoles postsecondaires dans la région pour offrir plusieurs niveaux d’éducation postsecondaires tels que des diplômes, des formations, des stages, etc.
- Le curriculum est adapté afin de convenir aux besoins particuliers des étudiants autochtones en tenant compte de l’histoire, la culture et l’identité autochtone.
- L’institut d’éducation Anishinabek a son campus principale à North Bay et en a un autre à Munsee.